# Yến cọ châu Phi
Yến cọ châu Phi (danh pháp hai phần: Cypsiurus parvus) là một loài chim yến nhỏ trong họ Apodidae. Nó rất giống như yến cọ châu Á (Cypsiurus balasiensis), và trước đây được coi là cùng loài.

## Mô tả
Yến cọ châu Phi là loài chim sinh sản cố định phổ biến tại vùng nhiệt đới châu Phi. Tổ làm bằng lông tơ và lông vũ được dính vào mặt dưới lá cọ bằng nước bọt. Chim mái thường đẻ hai trứng. Loài yến này là loài chim bay nhanh của những vùng đồng thưa, với cuộc sống gắn liền với cọ dầu.
Loài chim dài 16 cm này chủ yếu có bộ lông màu nâu nhạt. Cặp cánh dài cụp về phía sau trông giống như trăng lưỡi liềm hoặc bumerang. Thân mảnh, đuôi dài và chẻ sâu, mặc dù nó thường khép chặt. Tiếng kêu to, the thé.

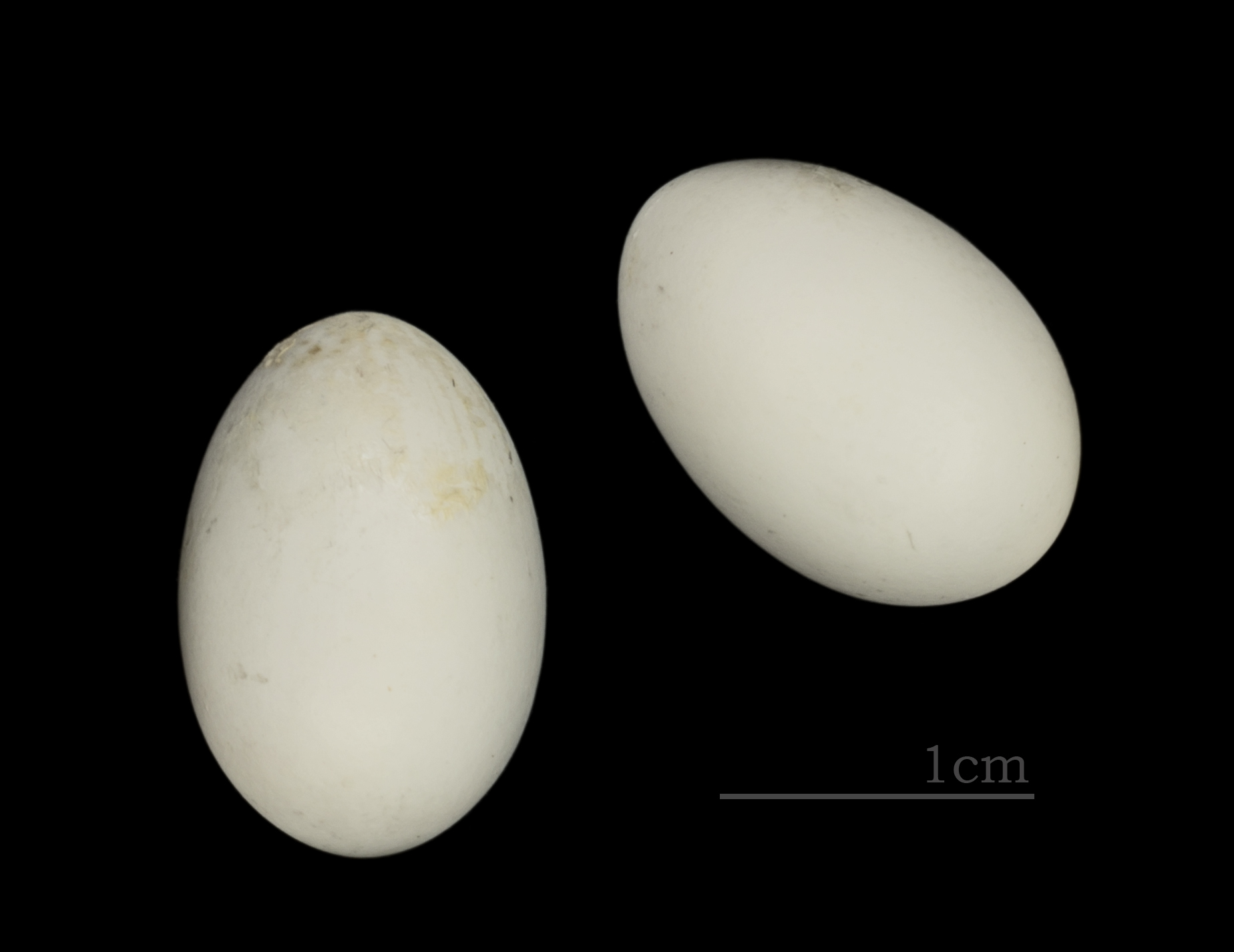
Trứng chim Cypsiurus parvus

Yến cọ châu Phi không có dị hình giới tính, với chim của hai giới gần giống như nhau, còn chim non chỉ khác chủ yếu ở chỗ có đuôi ngắn hơn. Yến cọ châu Phi có chân rất ngắn chủ yếu dùng để bám vào các bề mặt thẳng đứng, vì nói chung loài yến này không bao giờ tự nguyện đậu xuống mặt đất.
Phần lớn thời gian những con chim yến này sống trong không trung, sống bằng côn trùng mà chúng săn bắt được bằng mỏ. Yến cọ châu Phi thường kiếm ăn gần mặt đất. Chúng uống nước trong khi đang bay.